# سیارک ۱۷۱۰۴
سیارک ۱۷۱۰۴ (به انگلیسی: 17104 McCloskey، نامگذاری:1999JV46) هفده هزار و صد و چهارمین سیارک کشف شده‌است که در ۱۰ مه ۱۹۹۹ کشف شد.
قدر مطلق سیارک برابر ۱۸.۶ است.